# Felice Ferrari Pallavicino
Felice Ferrari Pallavicino (Roma, 3 agosto 1878 – Roma, 21 ottobre 1950) è stato un prefetto e politico italiano.
Entrato nell'amministrazione dell'interno nel 1903 vi ha percorso tutta la carriera fino a prefetto di prima classe. Capo di Gabinetto alla Presidenza del Consiglio e presidente del Comitato ordinamento spese straordinarie nella Somalia italiana, è stato presidente della speciale Commissione prefettizia per il risarcimento dei danni causati dalla rottura della diga di Molare. È stato presidente della Cassa di risparmio di Tortona e Consigliere di amministrazione dell'Unione nazionale ufficiali in congedo d'Italia.